# Fundata
Fundata (in ungherese Fundáta, in tedesco Geist) è un comune della Romania di 879 abitanti, ubicato nel distretto di Brașov, nella regione storica della Transilvania.
Il comune è formato dall'unione di 3 villaggi: Fundata, Fundățica, Șirnea.